# Zimmerius improbus
Zimmerius improbus (лат.) — вид птиц из семейства тиранновых. Выделяют два подвида. Ранее считался конспецифичным с Zimmerius vilissimus. Распространены в Венесуэле и Колумбии.

## Описание
Достигает длины 11,5—12,7 см и массы около 11 г. Половой диморфизм не выражен. Темя и затылок тёмно-серовато-зелёные, спина и надхвостье зелёные. Лоб, уздечки, а также дуги над и под глазами белые. Кроющие перья крыльев и маховые перья тёмные. Кроющие перья крыльев с узкой жёлтой каймой; второстепенные и внешние первостепенные маховые перья также с узкой жёлтой каймой. Хвост узкий и длинный (по сравнению с другими мелкими тиранновыми), тёмно-серый с жёлтой каймой. Грудь, брюхо и нижние кроющие перья хвоста желтоватые. На груди имеются неясные светлые полосы.

## Подвиды и распространение
Выделяют два подвида:
- Zimmerius improbus improbus (Sclater & Salvin, 1871) — северо-восток Колумбии и северо-запад Венесуэлы
- Zimmerius improbus tamae (Phelps & Phelps Jr, 1954) — Сьерра-Невада-де-Санта-Марта (северо-восток Колумбии).

## Охранный статус
МСОП присвоил виду охранный статус LC.